# Keylong
Keylong est le centre administratif du district de Lahaul et Spiti dans l'État indien de l'Himachal Pradesh.
La localité est située à 126 km au nord de Manali et à 120 km de la frontière indo-tibétaine.

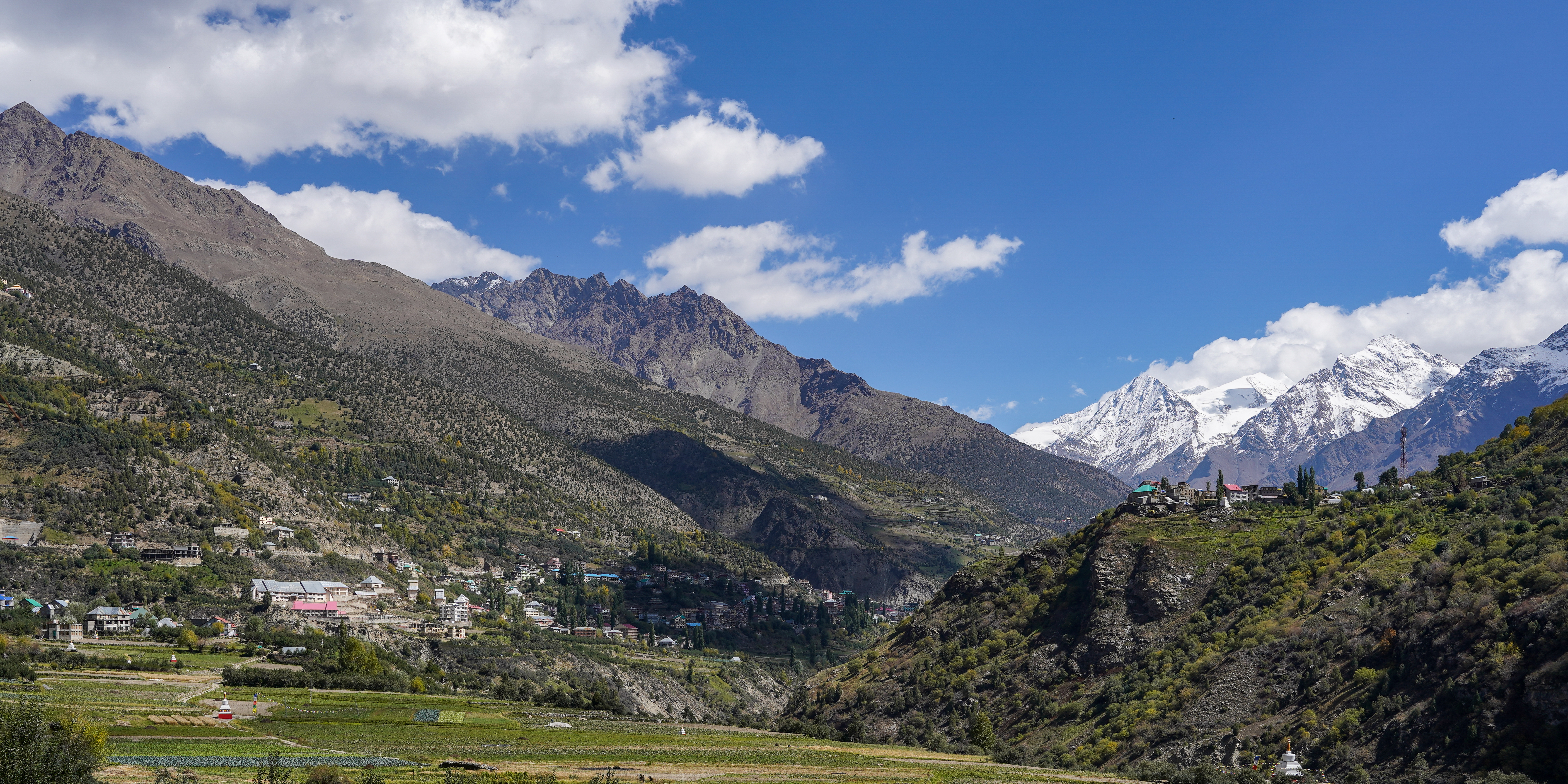
Keylong. Octobre 2022.